# Heinrich Creuzburg
Heinrich Creuzburg (* 4. März 1907 in Leipzig; † 1991) war ein deutscher Dirigent und  Komponist.

## Leben
Creuzburg studierte am Landeskonservatorium in Leipzig Komposition, Dirigieren und Viola. Von 1928 bis 1932 wirkte er als Korrepetitor am Opernhaus in Leipzig. 1932 wurde er zum Kapellmeister ans Stadttheater in Halle berufen. 1933 wechselte er an die Oper in Essen. 1942 bis 1944 war er musikalischer Oberleiter am Deutschen Theater in Oslo. 1945 wurde er  Dozent an der Hochschule für Musik Franz Liszt Weimar. 1950 leitete er die Opernschule an der Hochschule für Musik Detmold. Sein Übungsbuch zum Partiturspiel war lange Jahre führendes Standardwerk in der Ausbildung von Kapellmeistern und Kirchenmusikern.

## Veröffentlichungen
- Partiturspiel: ein Übungsbuch in vier Bänden. Schott 1956.